# Сентиментальная любовная песня
Сентиментальная любовная песня (англ. Torch song) — это песня о любви в которой лирический герой, как правило, жалуется на неразделённую или утраченную любовь, либо когда один из персонажей не обращает внимания на существование другого. Также часто используются темы расставания главных героев, или когда романтическое увлечение привело к прекращению отношений. Термин происходит от высказывания, «нести факел для кого-то» (англ. «to carry a torch for someone»), или сохранять огонь света неразделенной любви.
Исполнение «песни факела» — больше ниша чем жанр, и может отклониться от традиционного джазового стиля пения, хотя американская традиция «сентиментальной песни» как правило полагается на мелодичную структуру блюза.

## Исполнители
Женских исполнительниц традиционного эстрадного вокала называются «сентиментальные певицы», когда их репертуар состоит в основном из такого материала. Хотя подобные песни, как правило, ранее связывали с певицами, в последние годы термин применяется также к вокалистам мужчинам. Одним из примеров мужского «сентиментального певца» является британский певец Марк Алмонд, который усовершенствовал жанр. Журнал Mojo назвал Элмонда «величайшим британским torch-певцом».